# Hordley
Hordley – wieś w Anglii, w hrabstwie Shropshire. Leży 21 km na północny zachód od miasta Shrewsbury i 243 km na północny zachód od Londynu.